# ATM (microordenador)

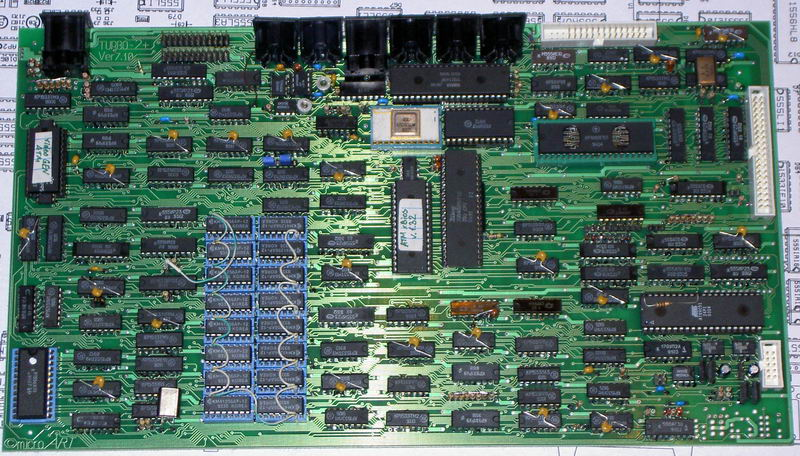
Placa base del ATM Turbo 2

El ATM (y ATM Turbo, en ruso АТМ Турбо) son ordenadores clónicos del ZX Spectrum, desarrollados en Moscú, en 1991, por dos marcas, MicroArt y ATM. Lleva un microprocesador compatible Zilog Z80 funcionando a 7 MHz, 1024k de RAM, 128k de ROM, chip de sonido AY-8910 (dos unidades, en los últimos modelos), DAC de 8 bits, ADC de 8-bits y 8-canales, interfaces RS-232 y Centronics, interfaces Beta Disk e IDE, teclado AT/XT, modo de texto (80x25, 16 colores, parrilla 8x8), y 3 modos gráficos.
Es uno de los más potentes ordenadores domésticos (post-)soviéticos. 

## Modos gráficos
- modo 640x200, dos colores.

- modo 320x200 (16 colores) es el modo por defecto.

- modo 256x192, o modo ZX Spectrum.

## Modelos
Existen varios modelos, el más reciente es el 7.10. Los modelos anteriores al 6.00 son llamados ATM 1, los modelos posteriores son llamados ATM 2(2+) o ATM Turbo 2(2+) o simplemente Turbo 2+. Se dispone de interface IDE desde la versión 6.00.

## Sistemas operativos
48 BASIC, 128 BASIC, TR-DOS, CP/M, iS-DOS, TASiS, DNA OS, Mr Gluk Reset Service.

## Historia
El ATM fue desarrollado sobre la arquitectura del Pentagon. Fue producido hasta 1994 por ATM y MicroArt, cesando posteriormente su producción.
En 2004 NedoPC (Moscú) continuó su desarrollo y venta.